# ایستگاه متروی آیت‌الله کاشانی
ایستگاه متروی آیت‌الله کاشانی ایستگاهی در خط ۴ و خط ۶ متروی تهران است، که در بخش شمالی خط ۶ و توسعه غربی خط ۴ قرار دارد که بخش مربوط به خط ۶ در تاریخ ۲۶ اسفند ۱۴۰۲ به بهره‌برداری رسید.